# Martin Kemp
Martin John Kemp (ur. 10 października 1961 w Islington) – brytyjski aktor i muzyk, współzałożyciel i basista grupy muzycznej Spandau Ballet, powstałej w 1979 roku.

## Życiorys
Urodził się w Islington w Londynie jako syn Eileen i Franka Kempów. Mając osiem lat zaczął brać lekcje aktorstwa w szkole teatralnej Anna Scher Children’s Theatre po drugiej stronie ulicy jego domu rodzinnego. Uczęszczał do Rotherfield Junior School i Central Foundation Boys' School. W wieku od 11 do 14 lat wystąpił w ponad 30 różnych produkcjach telewizyjnych, w tym w Jackanory (1972), The Tomorrow People (1973) czy Dixon of Dock Green (1973), a także filmie BBC A Picture of Katherine Mansfield z Vanessą Redgrave (w roli Katherine Mansfield) i Jeremym Brettem (jako John Middleton Murry) oraz dramacie BBC Two The Glittering Prizes (1976) z Tomem Conti i Nigelem Haversem.
W 1978 roku Martin dołączył do szkolnego zespołu swojego brata Gary’ego Kempa jako basista. Rok później grupa przyjęła nazwę Spandau Ballet i stała się jednym z najbardziej fascynujących zespołów lat 80., dzięki hitom na rynku, sprzedaży płyt i klasycznym popowym brzmieniom takim jak „True” czy „Gold”.
Rodzeństwo wystąpiło razem również w filmie gangsterskim Bracia Kray (The Krays, 1990), gdzie Martin grał osławionego kryminalistę z East Endu, Ronalda „Ronniego” Kraya, a Gary był jego bratem Reginaldem „Reggie” Krayem.
14 listopada 1988 na rajskiej wyspie Saint Lucia Martin Kemp poślubił swoją dawną dziewczynę Shirlie Holliman, byłą wokalistkę wspierającą grupę Wham! i współtwórczynię duetu pop Pepsi & Shirlie. Para poznała się przez George’a Michaela. Mają córkę Harley Moon (ur. 19 sierpnia 1989 w Londynie) i syna Romana (ur. 28 stycznia 1993 w Hollywood).
W połowie lat 90. wyleczył się z dwóch zagrażających życiu nowotworów mózgu. Powrócił na szklany ekran jako morderca Steve Owen w operze mydlanej BBC One EastEnders (1998–2002).

## Dyskografia

### Albumy
- 1981 – Journeys to Glory
- 1982 – Diamond
- 1983 – True
- 1984 – Parade
- 1986 – Through the Barricades
- 1989 – Heart Like a Sky
- 2009 – Once More

## Filmografia

### seriale TV
- 1993: Nieśmiertelny (Highlander: The Series) jako Alfred Cahill
- 1996: Opowieści z krypty (Tales from the Crypt) jako pułkownik Luger
- 1998–2002: EastEnders jako Steve Owen
- 2006: Agatha Christie: Panna Marple jako Jackie Afflick
- 2010: Waterloo Road jako pan Burley
- 2010: Najlepsze lata (The Best Years) jako Simon McKnight
- 2012: Przekręt (Hustle) jako Harry Holmes